# Viação Águia Branca
Viação Águia Branca é uma empresa brasileira de transporte rodoviário de passageiros. Foi fundada na cidade de Colatina, no Espírito Santo, no ano de 1946. Em 1957, foi comprada pela família Chieppe, tornando-se o embrião para surgimento do Grupo Águia Branca. É uma das maiores empresas de transporte rodoviário de passageiros do Brasil, e sua sede encontra-se no município de Cariacica, também no Espírito Santo.
O nome "Águia Branca" deve-se a primeira linha da empresa que seguia de Colatina à localidade de Águia Branca, hoje município do norte do Espírito Santo, de origem polonesa que tinha uma águia branca como símbolo.

## História
Em 1970, a Viação Águia Branca chega à região do Vale do Aço, em Minas Gerais, através da aquisição da empresa Sayonara iniciando o transporte nas ligações entre as cidades de Coronel Fabriciano, Ipatinga e Timóteo. Ainda em 1970, a Águia Branca adquire parte da Itapemirim, aumenta sua área de atuação no norte do Espírito Santo e dobra a sua frota de 75 para 150 ônibus.
No ano de 1973, a Águia Branca chega ao estado da Bahia ao adquirir a Expresso São Jorge que atuava na região de Ilhéus e Itabuna. Um ano mais tarde é construído o parque rodoviário de Itabuna que tem aproximadamente 36 mil metros quadrados. Algum tempo depois a empresa Santa Efigênia é adquirida e a Águia Branca aumenta sua área de atuação na região sul da Bahia. Ainda na década de 1970, em 1978, a Águia Branca em sociedade com as empresas baianas Camurujipe e Viazul funda a Rota Transportes Rodoviários para atuar em parte das linhas que eram operadas pela empresa estatal Sulba.
Na década de 1980, a Águia Branca continua crescendo e são adquiridas parte da Empresa Santana São Paulo, a Viação Cristo Rei e a Viação Amparo.
Em 1991, Cláudio Moura, um dos sócios da empresa, sai da sociedade e funda a Univale Transportes em Coronel Fabriciano/MG. Posteriormente, a Univale se expande e adquire as empresas baianas Atmo, Brisa, Cidade das Águas e Turim.
Em setembro de 2003, o Grupo Águia Branca adquiriu a Viação Salutaris e Turismo, de Paraíba do Sul, no Rio de Janeiro, empresa pioneira e tradicional tida como a referência padrão no transporte rodoviário nacional. A aquisição da Salutaris deu a Águia Branca o acesso direto ao eixo São Paulo–Rio–Minas–Bahia, via BR-116/BR-393 (Via Dutra – Rodovia do Aço – Rio-Bahia), sendo o fator determinante para a sua expansão nos anos seguintes.

## Frota
A frota da Viação Águia Branca é composta por cerca de 700 veículos que transportam aproximadamente 11 milhões de passageiros por ano e rodam, nesse mesmo período, uma média de 70 000 000 km, operando um total de 334 linhas de ônibus, distribuídas entre os estados de Alagoas, Bahia, Espírito Santo, Mato Grosso, Minas Gerais, Paraíba, Pernambuco, Rio de Janeiro, São Paulo e Sergipe.